# Amorphomyces rubescens
Amorphomyces rubescens är en svampart som beskrevs av Thaxt. 1912. Amorphomyces rubescens ingår i släktet Amorphomyces och familjen Laboulbeniaceae.   Inga underarter finns listade i Catalogue of Life.